# 시대연주

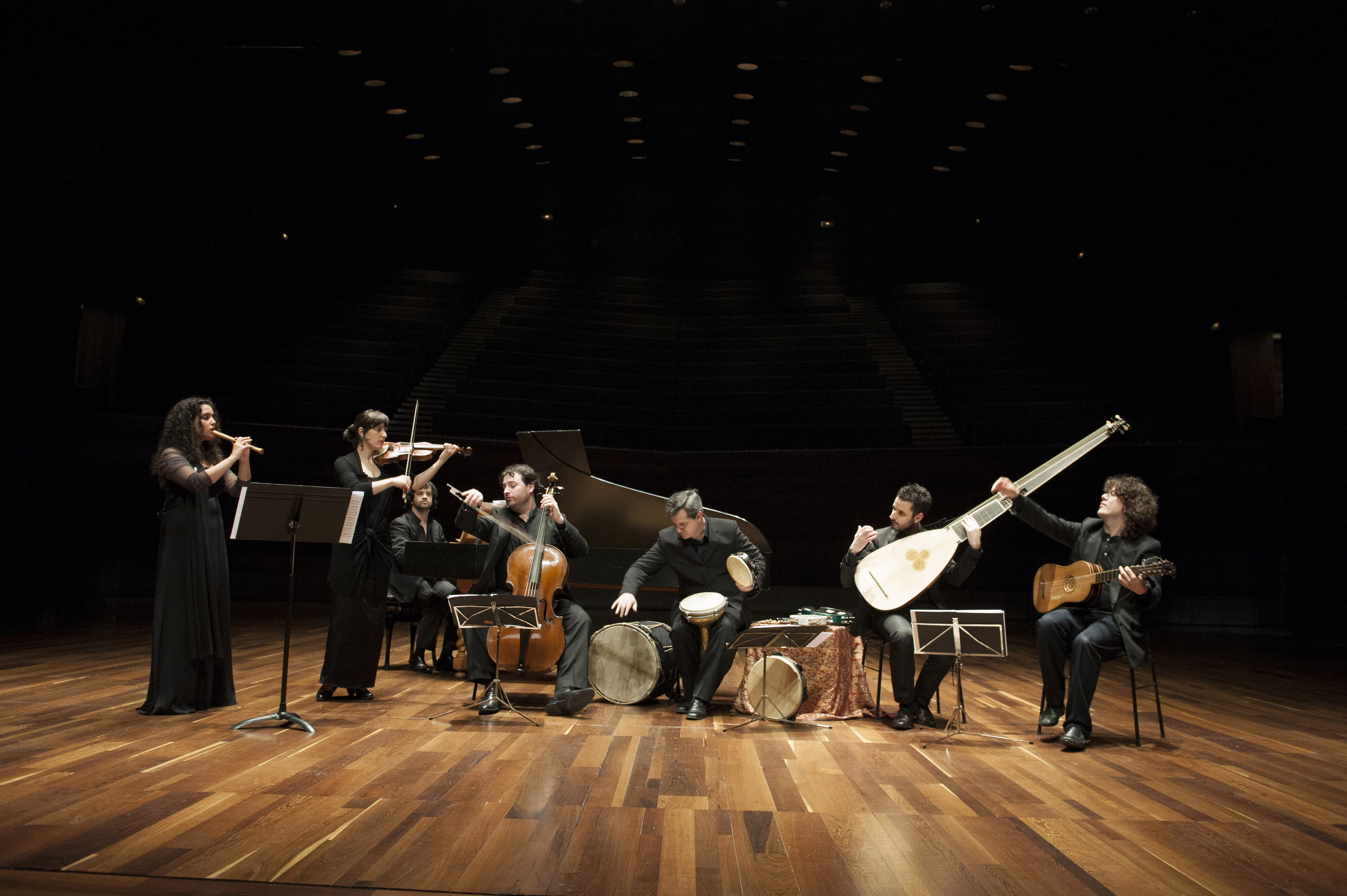
원전연주에서 가장 중요한 점은 당대 사용되던 악기를 연주하는 것이다.

시대연주(時代演奏, periodic performance) 또는 역사주의 연주(歷史主義演奏, historically informed performance, HIP)는 작품이 원래 작곡되었던 음악 시대의 접근 방식, 방식 및 스타일에 충실하는 것을 목표로 하는 음악 공연에 대한 접근 방식이다. 원전연주, 정격연주, 당대연주라 하기도 한다.
19세기 후반 이전의 음악에 대한 녹음이 존재하지 않는다는 점을 감안할 때 역사적으로 정보를 바탕으로 한 연주는 주로 음악학적 분석에서 파생된다. 논문, 교육적 개인지도서, 콘서트 비평, 추가 역사적 증거는 모두 역사적 시대의 공연 관행에 대한 정보를 얻는 데 사용된다. 시대연주자들은 일반적으로 악보의 학술적 또는 원전판을 기본 템플릿으로 사용하는 동시에 리드미컬한 변경 및 여러 종류의 장식을 포함한 다양한 동시대의 문체 관행을 추가로 적용한다.
일부 비평가들은 시대연주 운동의 방법론에 이의를 제기하며, 실천과 미학의 선택은 20세기의 산물이며 초기 공연이 어땠는지 궁극적으로 알 수 없다고 말한다.

## 같이 보기
- 표준 음높이